# Ricardo Canales
Pour les articles homonymes, voir Canales (homonymie).
Ricardo Canales (né le 30 mai 1982 à La Ceiba) est un footballeur hondurien. Il joue au poste de gardien de but.

## Biographie
Il a fait partie de l'équipe du Honduras durant la coupe du monde de football 2010 mais n'a pu disputer de profit au profit du gardien du CD Olimpia Noel Valladares. 
Il a remporté le Tournoi d'ouverture du championnat du Honduras de football 2006 avec le Club Deportivo Motagua ainsi que la Copa Interclubes UNCAF en 2007 avec le même club.

## Palmarès
- Vainqueur du tournoi d'ouverture en 2006 avec le CD Motagua.
- Vainqueur de la Copa Interclubes UNCAF en 2007 avec le CD Motagua.